# Nikita Simonjan
Nikita Simonjan (Armeens: Նիկիտա Մկրտիչ Սիմոնյան, Russisch: Никита Павлович Симонян) (Armavir, 12 oktober 1926) is een voormalig profvoetballer en voetbaltrainer uit de Sovjet-Unie van Armeense afkomst. Van mei tot september 2015 was hij waarnemend voorzitter van de Russische voetbalbond.

## Biografie
Simonjan begon zijn carrière bij Dinamo Soechoemi en trok dan naar Moskou om voor Krylja Sovetov te gaan spelen, een kleinere club uit de hoofdstad die ook wel in deze periode in de hoogste klasse speelde. Nadat de club laatste werd in 1948 werd de club ontbonden en trok hij naar het grote Spartak. In zijn eerste seizoen werd hij derde met de club en was hij tevens topschutter van de competitie met 26 goals. Het volgende seizoen werd hij opnieuw topschutter, nu met 34 goals, een record wat pas in 1985 gebroken werd door Oleg Protasov, die toen 35 keer scoorde. De club werd pas vijfde in de competitie maar won dat jaar wel de beker. In 1952 won hij met Spartak na dertien jaar nog eens de landstitel. Ook in 1953 werden ze kampioen en werd hij opnieuw de topschutter, deze keer wel maar met slechts 14 goals. In 1956 en 1958 won hij opnieuw de landstitel met Spartak en in 1958 ook nog de beker. In 1959 beëindigde hij zijn carrière. Geen enkele andere speler scoorde vaker voor de club en hij wordt beschouwd als een waar clubicoon.
In 1954 maakte hij zijn debuut bij het nationale elftal. Hij nam in 1956 met zijn team deel aan de Olympische Spelen in Melbourne. De Sovjets bereikten de finale tegen Joegoslavië en veroverden er de gouden medaille. Simonjan had de plaats van Edoeard Streltsov ingenomen in de finale en bood hem daarna zijn gouden medaille aan, die Streltsov weigerde. In 1958 nam het land voor het eerst deel aan het WK en omdat Igor Netto geblesseerd was werd Simonyan kapitein van het elftal. In de eerste groepswedstrijd tegen Engeland bracht hij het land na 13 minuten op voorsprong, het werd uiteindelijk 2-2. Ze bereikten er de kwartfinale, die ze verloren van gastland Zweden, het was tevens zijn laatste wedstrijd voor het nationale elftal.
Na zijn spelerscarrière werd hij trainer en begon bij Spartak. Hij won drie bekers en twee landstitels met de club. In 1973 verliet hij de club voor Ararat Jerevan en won ook met deze club voor het eerst de landstitel en de beker, een van de grootste momenten in de geschiedenis van het Armeense voetbal. Tussen 1977 en 1979 was hij bondscoach, en kon als enige bondscoach zijn land niet naar het WK leiden. Na nog een passage bij Tsjernomorets Odessa trainde hij Ararat Jerevan nog een tweede keer in 1984-1985. Na zijn trainerscarrière ging hij voor de voetbalbond van Sovjet-Unie werken en daarna de Russische voetbalbond, waarvan hij in 2015 even waarnemend voorzitter was.